# Apache Airavata
Apache Airavata — проект Apache Software Foundation, набір інструментів, котрі дозволяють організувати створення, управління, виконання і моніторинг завдань і застосунків різного розміру в оточеннях розподілених обчислень, таких як кластери, ґрид-мережі або хмарні системи.
Airavata спочатку розроблений Національним науковим фондом США як платформа для забезпечення роботи інфраструктури проекту атмосферних досліджень. Apache Software Foundation, після успішної перевірки в "інкубаторі", у жовтні 2012 оголосила про надання проекту Apache Airavata статусу первинного проекту Apache.
До складу Airavata входять компоненти:
- XBaya Workflow Suite — графічний інтерфейс для побудови робочого процесу та моніторингу;
- GFac — прошарок для перетворення працюючих в режимі командного рядка наукових застосунків в мережеві сервіси;
- XRegistry — сервіс реєстрації для зберігання інформації про доступні сервіси та робочих процесах;
- WS-Messenger — система обміну повідомленнями, заснована на парадигмі "публікація-підписка".

Інтерфейси пристроїв до бек-ендів служб Airavata можуть застосовувати відкриті соціальні контейнери, такі як Apache Rave і пристосовувати їх під свої потреби.

## Виноски
1. ↑  The Apache Software Foundation Announces Apache Airavata as a Top-Level Project. Архів оригіналу за 8 листопада 2012. Процитовано 4 жовтня 2012.
2. ↑  Suresh Marru, Lahiru Gunathilake, Chathura Herath, Patanachai Tangchaisin, Marlon Pierce, Chris Mattmann, Raminder Singh, Thilina Gunarathne, Eran Chinthaka, Ross Gardler, Aleksander Slominski, Ate Douma, Srinath Perera, and Sanjiva Weerawarana. 2011. Apache airavata: a framework for distributed applications and computational workflows. In Proceedings of the 2011 ACM workshop on Gateway computing environments (GCE '11). ACM, New York, NY, USA, 21-28. DOI=10.1145/2110486.2110490 http://doi.acm.org/10.1145/2110486.2110490
3. ↑  EarthCube: Scientific Workflows with Open Community Software [Архівовано 13 травня 2013 у Wayback Machine.]
4. ↑  Indiana University: Research Technologies [Архівовано 28 вересня 2012 у Wayback Machine.] Retrieved 15 February 2012